# Gustave Joassart
Jean Georges Gustave Thomas  Joassart  (Luik, 19 december 1880 - Sarolay-Argenteau, 4 juni 1953) was een Belgisch regeringslid.

## Levensloop
Als doctor in de rechten en licentiaat in de consulaire en commerciële wetenschappen aan de Universiteit van Luik ging hij in 1906 als verantwoordelijke voor de dienst "procesvoering" aan de slag bij de wapenfabriek FN in Herstal. In 1912 werd hij vervolgens de secretaris-generaal op het moment dat FN zijn miljoenste Browningpistool maakte, maar vooral fietsen, motoren en autovoertuigen bouwde. In 1923 werd hij dan de eigenaar van FN.
Nadat de Duitsers in augustus 1914 tijdens de Eerste Wereldoorlog België binnenviel, ging hij als vrijwilliger naar het front, maar werd al snel weggeroepen door de Belgische regering, die zich in het Franse Le Havre gevestigd had. Tijdens de Eerste Wereldoorlog hielp Joassart samen met industrieel Alexandre Galopin de Franse regering om zware wapens te fabriceren en om de Manufacture d'Armes in Parijs op te richten.
Na de oorlog werd hij adjunct-directeur bij de Union financière et industrielle van de stad Luik, dat deel uitmaakte van de Société Générale de Belgique. Toen de Tweede Wereldoorlog in 1940 uitbrak, kreeg hij de kans om voorzitter van een groep te worden bevoegd voor metaalfabricatie voor de Duitse legers, maar weigerde dit en vluchtte naar Londen, waar hij na een lange reis eind 1941 aankwam. Van februari 1942 tot augustus 1943 was hij daar in de Regering-Pierlot V, die naar Londen gevlucht was, onderstaatssecretaris bevoegd voor vluchtelingenhulp, arbeid en sociale voorzorg. Nadat hij in 1944 na de Bevrijding terugkeerde naar België, zat hij de eerste Nationale Conferentie van Arbeid voor.
Na de oorlog moest hij het FN heropbouwen, omdat de Duitsers een groot deel van de machines hadden meegenomen. Vanaf 1948 besloot hij zich binnen het bedrijf te engageren in de sector van vliegtuigmotoren bouwen. In 1950 verliet hij op 70-jarige leeftijd de directie van het FN. Hij bleef echter tot aan zijn dood in 1953 administrateur-generaal van de fabriek, een mandaat dat hij vanaf 1940 uitoefende.